# Drag, Kalmar kommun
Drag är en tätort i Kalmar kommun i Kalmar län.

## Befolkningsutveckling
Före 2010 hade orten färre än 200 invånare och räknades som småort under namnet Drag och Söregärde. Orten är definierad och namnsatt av Statistiska centralbyrån och bestod som småort av de två sammanväxta orterna Söregärde och Drag.
| Befolkningsutvecklingen i Drag (Drag och Söregärde) 1990–2020      | Befolkningsutvecklingen i Drag (Drag och Söregärde) 1990–2020 | Befolkningsutvecklingen i Drag (Drag och Söregärde) 1990–2020 | Befolkningsutvecklingen i Drag (Drag och Söregärde) 1990–2020 | Befolkningsutvecklingen i Drag (Drag och Söregärde) 1990–2020 |
| ------------------------------------------------------------------ | ------------------------------------------------------------- | ------------------------------------------------------------- | ------------------------------------------------------------- | ------------------------------------------------------------- |
|                                                                    |                                                               |                                                               |                                                               |                                                               |
| År                                                                 |                                                               |                                                               | Folkmängd                                                     | Areal (ha)                                                    |
| 1990                                                               | 1990                                                          |                                                               | 85                                                            | 30#                                                           |
| 1995                                                               | 1995                                                          |                                                               | 99                                                            | 36#                                                           |
| 2000                                                               | 2000                                                          |                                                               | 110                                                           | 36#                                                           |
| 2005                                                               | 2005                                                          |                                                               | 132                                                           | 37#                                                           |
| 2010                                                               | 2010                                                          |                                                               | 274                                                           | 62                                                            |
| 2015                                                               | 2015                                                          |                                                               | 463                                                           | 150                                                           |
| 2020                                                               | 2020                                                          |                                                               | 576                                                           | 161                                                           |
| Anm.: Ny tätort 2010. Sammanvuxen med Äspelund 2015. # Som småort. |                                                               |                                                               |                                                               |                                                               |